# Cédric Pénicaud
Cédric Pénicaud (* 27. September 1971 in Limoges) ist ein ehemaliger französischer Schwimmer. Er gewann bei Europameisterschaften zwei Silbermedaillen. Außerdem siegte er viermal bei Mittelmeerspielen.

## Sportliche Karriere
Der 1,81 Meter große Cédric Pénicaud schwamm für Otaries C Limousin. Er war mehrfacher französischer Meister im Brustschwimmen.
1988 bei den Olympischen Spielen in Seoul verpasste Pénicaud als 17. der Vorläufe über 200 Meter Brust eigentlich das B-Finale. Nachdem der Brite Adrian Moorhouse zurückgezogen hatte, durfte Pénicaud im B-Finale starten und wurde 16. der Gesamtwertung. 1989 bei den Europameisterschaften in Bonn schlug die sowjetische Lagenstaffel mit 1,65 Sekunden Vorsprung an vor Franck Schott, Cédric Pénicaud, Bruno Gutzeit und Stéphan Caron. Die Franzosen hatten 0,05 Sekunden Vorsprung vor den Italienern.
Anfang 1991 bei den Weltmeisterschaften in Perth erreichte Pénicaud den 16. Platz über 200 Meter Brust. Die französische Lagenstaffel wurde im Vorlauf disqualifiziert. Bei den Mittelmeerspielen in Athen siegte Pénicaud über 100 Meter Brust und über 200 Meter Brust jeweils vor seinem Landsmann Christophe Bourdon. Die Lagenstaffel mit Franck Schott, Cédric Pénicaud, Franck Esposito und Christophe Kalfayan gewann mit zwei Sekunden Vorsprung vor dem spanischen Quartett. Im August 1991 bei den Europameisterschaften in Athen hatte die Lagenstaffel mit Franck Schott, Cédric Pénicaud, Bruno Gutzeit und Christophe Kalfayan als Zweite über anderthalb Sekunden Rückstand auf die sowjetische Staffel. Die drittplatzierten Ungarn erreichten das Ziel zwei Zehntelsekunden hinter den Franzosen. Über 200 Meter Brust schlug Pénicaud als Sechster an.
Die Mittelmeerspiele 1993 fanden im Juni in Languedoc-Roussillon statt. Pénicaud gewann über 200 Meter Brust vor seinem Landsmann Stéphane Vossart. Über 100 Meter Brust siegte der Spanier Ramón Camallonga vor Vossart und Pénicaud. 1994 bei den Weltmeisterschaften in Rom erreichte die Lagenstaffel mit Schott, Penicaud, Esposito und Kalfayan das Ziel als Sechste.